# ニューアイルランド州

ニューアイルランド州の州旗

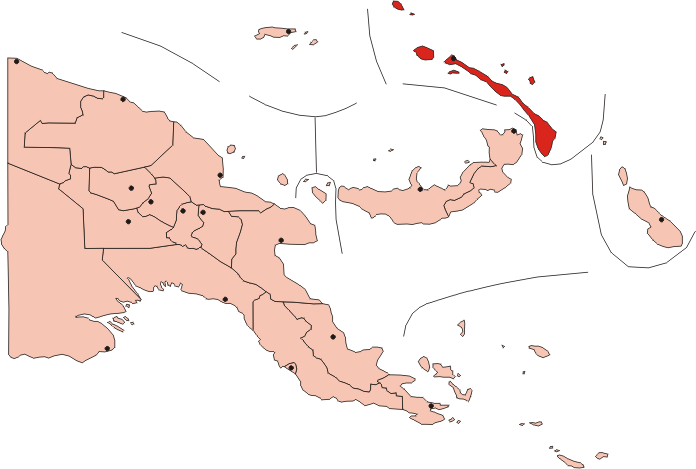
赤：ニューアイルランド州

ニューアイルランド州（ニューアイルランドしゅう、英: New Ireland Province）は、パプアニューギニアの州である。州最大で中心となるニューアイルランド島のすべてとセント・マティアス諸島（ムサウ島、エミラウ島）、ニューハノーバー島、Djaul島 (en) 、Tabar諸島 (en) （Tabar島 (en) 、Tatau島 (en) 、Simberi島 (en) ）、Lihir (en) 、タンガ諸島（Malendok島 (en) 、Boang島 (en) ）、フェニ諸島（Ambitle島 (en) 、Babase (en) ）、Anir島などの小島から成る。州都はカビエン。
州の面積は9,600 km²。人口は19万4067人（2011年国勢調査）。
ニューアイルランド州の排他的経済水域は230,000 km²にも及ぶ。

## 住民

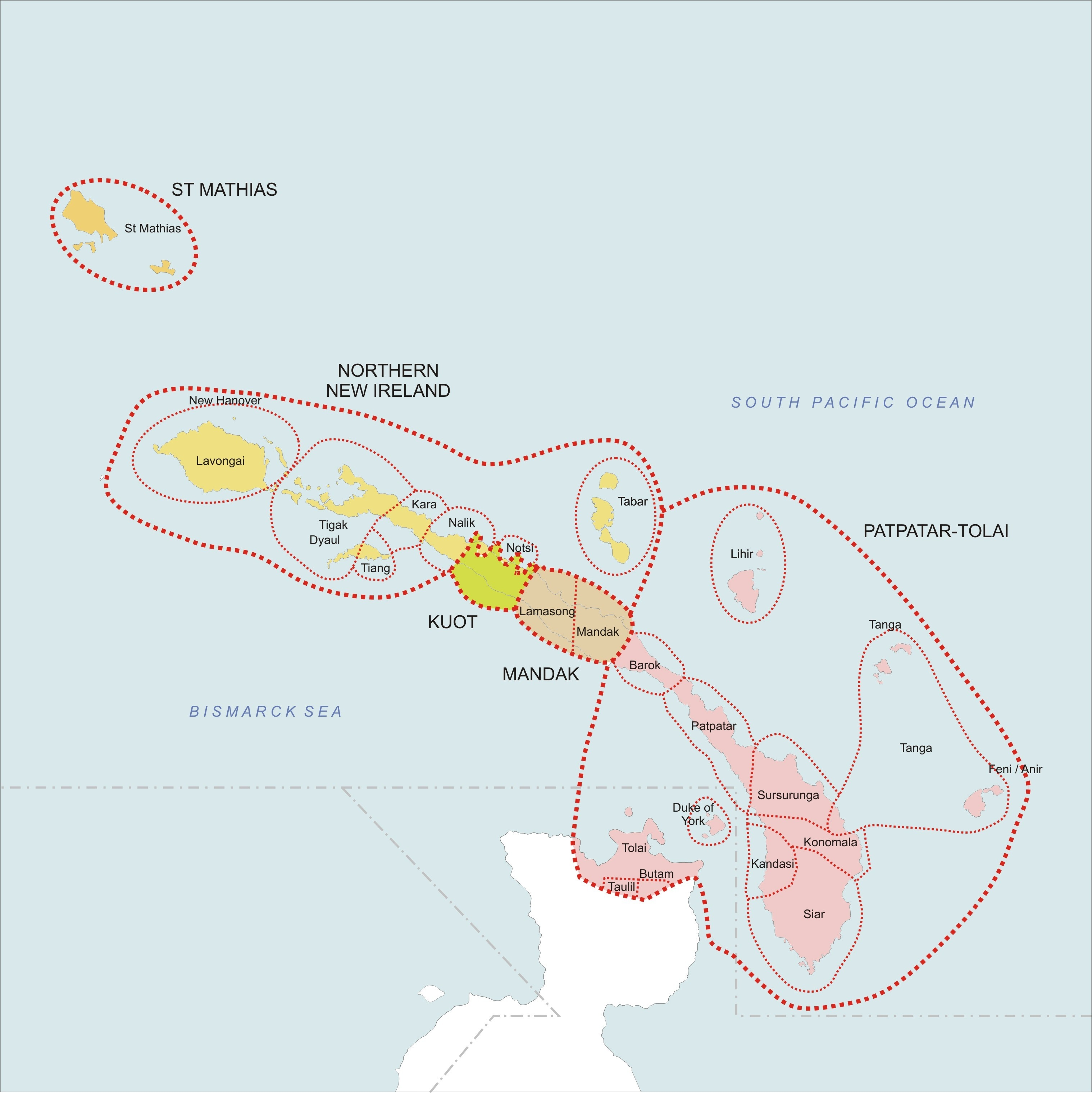
ニューアイルランド州周辺の言語

オーストロネシア語族大洋州諸語のうち、中部メラネシア諸語に属する以下の言語を話す。
- エミラ・ムサッウ語（英語版）（Emira-Mussau; 別名: Mussau語）
- カラ語（英語版）
- カンダス語（英語版）
- コノマラ語（英語版）
- シアル語（英語版）（Siar; 別名: Siar-Lak語）
- スルスルンガ語（英語版）
- タバル語（英語版）（Tabar; 別名: Mandara語）
- タンガ語（英語版）
- ティアン語（英語版）
- ティガク語（英語版）
- テニス語（英語版）
- ナリク語（英語版）
- ノツィ語（英語版）
- パトパタル語（英語版）
- バロク語（英語版）
- マダク語（英語版）
- ラヴァットブラ・ラムソン語（英語版）
- ラヴォンガイ語（英語版）（Lavongai; 別名: Tungag語）
- リヒル語（英語版）

またニューアイルランド島北部の一部ではオーストロネシア系言語ではないクオット語（別名: クオト語、パナラス語 (Panaras)）の話者も存在する。